# 정쩌스
정쩌스(중국어 정체자: 鄭則士, 병음: Zhèng Zé shì, 중국어 간체자: 郑则士, 영어: Kent Cheng(or Ken Cheng), 1951년 5월 23일 ~ )는 중화인민공화국 홍콩 특별행정구의 남성 중견 영화배우, 영화감독, 영화제작자, 영화 기획가, 영화연출가, 영화 각본가, 영화 각색가, 텔레비전 연기자이다.

## 생애
중화인민공화국 광둥성 산터우에서 출생하여 지난날 한때 중화인민공화국 광둥성 차오저우에서 잠시 유아기를 보낸 적이 있고 1954년 이후 영국령 홍콩에서 성장하였다. 1970년 연극배우 첫 데뷔한 그는 초기에 TV 드라마와 액션 영화에 단역으로 출연하다가 1980년대부터 영화에 전격 매진한다.
1985년 《하필유아》로, 1996년에 《삼개수상적경찰》로 각각 금상장 남우주연상을 수상하였다.
류더화가 주연을 맡았던 《옥중룡》등 몇 편의 영화감독을 맡기도 한 그는 비대한 몸매의 배우로 널리 알려져 있다.

### 데뷔와 주요 경력
- 1970년 홍콩에서 연극배우 첫 데뷔.
- 1974년 영화 《방세옥과 홍희관(方世玉與洪熙官)》으로 영화배우 데뷔.
- 1981년 영화 《채선(踩線)》에 조연, 이 영화로 영화 부감독 데뷔.
- 1983년 영화 《숙질‧축질(叔侄‧縮窒)》에 주연, 이 영화로 영화제작자와 영화 각본가 데뷔.
- 1985년 영화 《하필유아?(何必有我?)》에 주연, 이 영화로 영화연출가 데뷔.
- 1986년 영화 《비약령양(飛躍羚羊)》으로 영화 각색가 데뷔.
- 1988년 영화 《비묘유랑기(肥貓流浪記)》에 주연, 이 영화로 영화감독과 영화연출가 데뷔.

## 주요 출연작
- 《방세옥과 홍희관》(1974년)
- 《灰靈》(1980년)
- 《서검은구록》(1981년)
- 《최가복성》(1986년)
- 《의개운천》(1986년)
- 《파호》(1991년)
- 《도화선》(2007년)
- 《엽문 2》(2010년) - 비파 역
- 《황비홍5》
- 《최면재판》(2019년)

## 수상 기록
- 1986년 《삼개수상적경찰》로 제5회 홍콩 영화 금상장 남우주연상 수상
- 1997년 《하필유아》로 제16회 홍콩 영화 금상장 남우주연상 수상